# Cesare Bertolla
Cesare Bertolla (Lucca, 19 luglio 1845 – Roma, 14 gennaio 1920) è stato un pittore e acquerellista italiano.

## Biografia
Cesare Bertolla è nato a Lucca 19 luglio 1845 ed è morto a Roma il 14 gennaio 1920. Dalla natia Toscana si trasferisce a Roma intorno al 1880 e apre uno studio in via Nazionale. In un primo periodo ha dipinto paesaggi dei dintorni di Lucca, ora dipinge scorci della vecchia Roma, animati dalla presenza di figure, e con un sapore di verità, anche nei particolari. Dopo un viaggio in Marocco, compiuto nel 1885 per prendere spunti novi, dipinge figure arabe e stradine animate da scene di vita locale. Raggiunge la massima notorietà con vedute della campagna romana, dai toni caldi e luminosi. 
Prima che anche si pensasse a una bonifica a Maccarese, vagava per le paludi, sfidando le insidie della malaria, per ritrarre dal vero il paesaggio nudo e desolato e la miseria dei suoi abitanti. Attratto dagli aspetti solitari e malinconici della campagna, ci ha lasciato una importante collezione di dagherotipi, strumenti fondamentali per ricostruire un ambiente oggi scomparso. Gran cacciatore di pernici, trascinò nei suoi vagabondaggi l'amico Onorato Carlandi. Anche i suoi dipinti, quindi, hanno documentato un mondo che non esiste più. Bertolla ha fatto parte del sodalizio dei XXV della campagna romana.

### Opere
- "Paesaggio", 1877 (Quadreria del Quirinale)
- "Autunno", 1880
- "Campagna romana", 1880
- "Le bufale nella pineta", 1883
- "La porta San Lorenzo", 1883
- "La porta del Cristiano al Marocco", 1883
- "Il Serchio a Mariano", 1885
- "Nelle paludi Pontine", 1886
- "A Maccarese", 1886
- "Mattino", 1889
- "Alla spalletta", 1889
- "La valle del Teverone", 1889
- "Ricordo di Terracina", 1889
- "Paludi a Maccarese", 1912
- "Caccia in palude", sd

### Mostre
- Roma, 1880. Roma, 1883. (con la Società Amatori e Cultori delle Belle Arti)
- Genova, 1882.
- Torino, 1884.
- Firenze, 1884.
- Roma, 1901. Roma, 1902. (con l'Associazione "In arte libertas")
- Roma, 1903. Roma, 1904 (con l'Associazione degli Acquarellisti romani)